# Bataille de Nyborg
Première Guerre du Nord
Batailles
- Żarnów
- Kłecko
- Sobota
- Varsovie
- Riga
- Prostki
- Chojnice
- Marche des Belts
- Öresund
- Copenhague
- Nyborg
- Kolding

La bataille de Nyborg a lieu le 14 novembre 1659 pendant la première guerre du Nord, et voit la victoire d'une armée constituée de Danois, d'Impériaux, de Brandebourgeois et de Polonais sur les Suédois.

## Histoire
Le 11 novembre 1659, la flotte néerlandaise de Michiel de Ruyter transborde les forces alliées commandées par le général danois Hans Schack (en) pour les faire débarquer sur la côte est de la Fionie, près de Kerteminde. Ces troupes sont rejointes le lendemain par l'armée impériale commandée par le feldmarschall Ernst Albrecht von Eberstein (en) et venant du Jutland. Le général suédois Philippe-Florian de Palatinat-Soulzbach choisit de se retrancher dans Nyborg tandis que Schack et Eberstein se disputent le commandement de l'armée conjointe avant de finalement se mettre d'accord pour commander chacun à leur tour un jour sur deux.
Les fortifications de Nyborg n'étant pas en état de subir un siège, les Suédois choisissent de se battre et se mettent en formation de bataille à quelques kilomètres à l'ouest de la ville, entre un petit lac sur leur gauche et une forêt sur leur droite. L'armée alliée, commandée ce jour-là par Eberstein, se divise en deux formations, l'une dirigée par Eberstein et l'autre par Schack. Les troupes d'Eberstein attaquent mais sont repoussées avec de lourdes pertes, Eberstein échappant de peu à la capture. Malgré cela, il refuse de demander l'assistance de Schack et c'est finalement un colonel de l'état-major de Schack qui persuade celui-ci de porter secours à Eberstein. Les troupes de Schack lancent une attaque sur le flanc gauche des Suédois et mettent en déroute la cavalerie adverse, qui prend la fuite. L'infanterie suédoise, désormais sans protection, se fait alors tailler en pièces. Les Suédois laissent environ 2 000 morts sur le terrain, alors que les alliés comptent pour leur part 1 900 morts et blessés, et le reste de leurs forces opère sa reddition.